# José Carlos Barbosa
Barbosinha (São Simão, 26 de octubre de 1964) es un político y abogado brasileño, afiliado a los Progresistas, fue elegido vicegobernador de Mato Grosso do Sul en las elecciones estatales de 2022. En 2019 fue elegido para el segundo mandato diputado estadual de Mato Grosso do Sul .
En 2007, fue invitado a asumir la Empresa de Saneamiento de Mato Grosso do Sul . Al frente de la gestión, fue responsable por la mayor inversión en saneamiento en el estado de Mato Grosso do Sul . Por esa labor, en 2012, fue elegido presidente de la Asociación Brasileña de Empresas Estatales de Saneamiento (AESBE), siendo el primer matogrosseño del sur en presidir la institución.
En 2014, fue electo diputado estadual de Mato Grosso do Sul, y en 2016, por invitación del Gobernador Reinaldo Azambuja, se desempeñó en la Secretaría de Estado de Justicia y Seguridad Pública -SEJUSP, siendo responsable de realizar uno de los mayores inversiones en la historia factibles do Estado, el programa "MS Mais Seguro", haciendo de Mato Grosso do Sul el 5º lugar más seguro para vivir en Brasil. En 2019, fue elegido para el segundo mandato de diputado estadual.

## Vida personal
Hijo de Pascoal Barbosa y Orlanda Barbosa de Jesus, es el menor de una familia de nueve hermanos. En 1993 se casa con la doctora Maristela de Castro Menezes, regresando a Dourados (Mato Grosso do Sul). Fue durante este período que tuvo un hijo, José Pedro Menezes Barbosa.